# Bolex Paillard

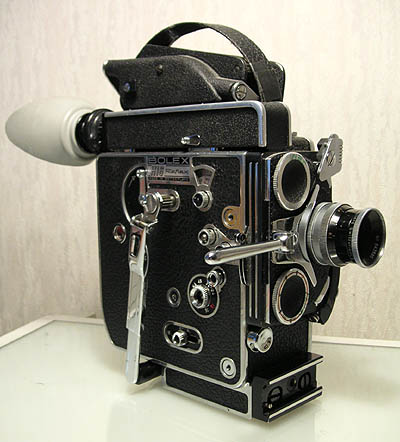
Bolex H16 REX-5 (1967)

Bolex Paillard (attualmente Bolex International S.A. di Yverdon-les-Bains) è un'azienda svizzera, che produceva cineprese e proiettori destinati ai formati 8 millimetri, Super 8 mm, 16 mm e Super 16 mm. Attualmente produce cineprese 16 mm e Super 16 mm, fornendo l'assistenza tecnica relativa ai suoi prodotti e a quelli dell'austriaca Eumig.

## Storia
Nel 1814 Moïse Paillard creò a Sainte-Croix, in Svizzera, una piccola fabbrica di orologi. In seguito l'azienda, cui erano subentrati gli eredi, produsse anche grammofoni, radio e dal 1904, a Yverdon-les-Bains, macchine da scrivere. Intanto Jacques Bogopolski (1895-1962) - tecnico ucraino di religione e fede ebraica, nato Yakov Bogopolsky e divenuto in seguito Jacques Bolsey - trasferitosi a Ginevra nel 1914, fondò nel 1923 la Bol s.a., brevettando una prima cinepresa, la Cinegraphe Bol. Successivamente, il 25 ottobre 1927, registrò il marchio Bolex, introducendo sul mercato la Auto Cine Camera A.
Dall'unione tra le due aziende, il 29 settembre 1930 nacque la Bolex Paillard, che lanciò nel 1933 la famosa cinepresa Bolex Paillard H 16 (formato 16 millimetri), cui seguì nel 1938 il modello H8 (formato 8 millimetri). Nel 1942 nacque la compatta L8. Gli obiettivi erano Hugo Mayer, Zeiss, Som Berthiot e, dal 1944, anche Kern. Nel 1953 uscì un'altra compatta, denominata B8, dotata di torretta per due obiettivi (Nel 1959 il modello D8L avrebbe avuto la torretta per tre obiettivi). Nel 1956 venne introdotto, per la serie H, il sistema reflex, mentre nel 1958 la Bolex B8L fu la prima cinepresa al mondo con la misurazione esposimetrica della luce attraverso l'obiettivo (sistema TTL). Nel 1961 uscì la Bolex P1, reflex compatta fornita di obiettivo zoom, mentre l'anno successivo la "Bolex K1 Zoom Reflex Automatic" offriva la regolazione automatica del diaframma. Nel 1967 uscì il modello "150 Super", destinata al formato Super 8 mm presentato da Kodak nel 1965; la cinepresa era dotata di trascinamento elettrico della pellicola, contenuta nella cartuccia Super 8 (che non richiedeva più il caricamento manuale del film).
Nel 1974 l'azienda fu acquistata dall'austriaca Eumig, presentando nuovi modelli lungo l'arco degli anni settanta, come la "Bolex 564 XL" del 1979, sonora e autofocus. Dopo l'avvento delle videocamere, è rimasta una produzione limitata di cineprese meccaniche per appassionati. Nel 2012 è stato presentato però il modello D16, prima Bolex digitale, nata dalla collaborazione tra "Bolex International" e "Cinemeridian".

## Elenco cronologico parziale delle cineprese
- Auto Cine A (1928)[9]
- Auto Cine B (1929)
- H-9 (1935)
- H-16 (1935)
- H-8 (1938)
- L-8 (1942)
- B-8 (1953)
- C-8 (1954)
- H-16 Rx (1956)
- D-8L (1959)
- P1 (1961)
- K1 (1963)
- H-16 Rx-5 (1966)
- Bolex 16 Pro (1966)
- 150 Super (1967)
- 155 Macrozoom (1968)
- 7.5 Macrozoom (1969)
- 160 Macrozoom (1970)
- H-16 SBM (1970)
- H-16 EBM (1971)
- H-16 EL (1975)